# Oktawia (córka Klaudiusza)
Oktawia, Claudia Octavia (ur. w marcu 40 n.e.; zm. 8 czerwca 62) – córka cesarza Klaudiusza i jego trzeciej żony Messaliny, pierwsza żona następcy Klaudiusza, cesarza Nerona.

## Wczesne lata
Urodziła się w Rzymie, jeszcze zanim jej ojciec został cesarzem. W wieku 8 lat przeżyła upadek swojej matki, która za jawną zdradę została skazana na śmierć. Klaudiusz wcześnie zaręczył ją z dalekim krewnym Juniuszem Sylanusem. Jej narzeczony został jednak zmuszony do zerwania zaręczyn i samobójstwa przez macochę Oktawii, ostatnią żonę i jednocześnie bratanicę Klaudiusza – Agrypinę Młodszą. Nowa cesarzowa chciała w ten sposób pozbyć się konkurencji, gdyż Oktawię postanowiła wydać za Nerona – swego syna z poprzedniego małżeństwa. Oktawia poślubiła swego przybranego brata Nerona 8 czerwca 53. Małżeństwo to miało charakter czysto polityczny i Neron nigdy nie interesował się swą młodą małżonką. Jak mawiał: "powinny jej wystarczyć oznaki godności małżonki" (uxoria ornamenta).

## Żona cesarza
13 października 54 Klaudiusz został otruty na polecenie Agrypiny i nowym cesarzem ogłoszono jej syna Nerona, Oktawia została więc oficjalnie cesarzową, choć Senat nie przyznał jej tytułu Augusty, który wciąż przysługiwał Agrypinie. Wkrótce Oktawia była świadkiem kolejnego mordu politycznego w swej rodzinie. 11 lutego 55 z rozkazu jej męża otruto jej młodszego brata Brytanika, potencjalnego konkurenta do władzy w Rzymie. Oktawia ukrywała swą nienawiść do męża, choć powszechnie wiedziano, że jej małżeństwo nie jest szczęśliwe, a Neron ma liczne kochanki. Ciężko doświadczona przez los cieszyła się natomiast wielką miłością mieszkańców Rzymu, co wzbudzało zazdrość w ambitnej kochance Nerona – Poppei Sabinie. Przez długi czas Neron nie odważył się jednak zaszkodzić Oktawii – zarówno ze względu na jej popularność jak i na fakt, że jedynie jej osoba legitymizowała jego następstwo po Klaudiuszu i była symbolem ciągłości władzy w dynastii panującej. Dopiero gdy Poppea zaszła z Neronem w ciążę, zdołała przekonać go, by rozwiódł się z Oktawią (styczeń 62) pod pretekstem rzekomego jej cudzołóstwa. "Ten zarzut był tak dalece bezczelny i fałszywy, że w śledztwie wszyscy jak najbardziej stanowczo zaprzeczali." Wówczas cesarz "podstawił na zeznanie swego pedagoga, Aniceta, aby ten zmyślił oskarżenie i wyznał, że podstępnie zmusił ją do stosunku" (Swetoniusz, Neron 35).
Kasjusz Dion (Historia Rzymska 62, 13) podaje, iż prefekt pretorianów Burrus wpierw usiłował odwieść Nerona od rozwodu z Oktawią, w końcu zauważył, że cesarz powinien zwrócić jej chociaż posag. Za to Burrus miał zostać otruty.

## Wygnanie i śmierć
Po rozwodzie Oktawia została zesłana na wyspę więzienie – Pandaterię. Neron mógł teraz poślubić Poppeę Sabinę – uczynił to już 12 dni po swoim rozwodzie z Oktawią. Wygnanie Oktawii było bardzo niepopularne – oskarżenie o cudzołóstwo powszechnie uważano za fałszywe, gdyż – jak zauważył zarówno Swetoniusz jak i Tacyt – Oktawia w odróżnieniu od Poppei uchodziła za wzór cnotliwej i bogobojnej Rzymianki. Zamieszki w Rzymie, w czasie których wysuwano żądania odwołania Oktawii z wygnania, przestraszyły Nerona, który zdecydował się, ulegając interwencji Poppei, na wydanie rozkazu uśmiercenia byłej żony. Została uduszona w gorącej kąpieli, a ściętą głowę odesłano na rozkaz Poppei do Rzymu, gdyż ta chciała się upewnić, że stracono odpowiednią kobietę (Tacyt, Dzieje XIV, 64). 
Oktawia jest bohaterką tragedii, napisanej rzekomo przez Senekę.

## Wywód przodków
| 4. Druzus Starszy                   |  |              |  |  |            |
|                                     |  | 2. Klaudiusz |  |  |            |
| 5. Antonia Młodsza                  |  |              |  |  |            |
|                                     |  |              |  |  | 1. Oktawia |
| 6. Marek Waleriusz Messala Barbatus |  |              |  |  |            |
|                                     |  | 3. Messalina |  |  |            |
| 7. Domicja Lepida                   |  |              |  |  |            |
|                                     |  |              |  |  |            |